# Serica grahami
Serica grahami är en skalbaggsart som beskrevs av Ahrens 2005. Serica grahami ingår i släktet Serica och familjen Melolonthidae. Inga underarter finns listade i Catalogue of Life.